# Die Hard – Az élet mindig drága
A Die Hard – Az élet mindig drága (Die Hard: With a Vengeance, vagy Die Hard 3) a Die Hard-filmsorozat harmadik része. Az 1995-ben bemutatott akciófilmet az első részt is jegyző John McTiernan rendezte, forgatókönyvét Jonathan Hensleigh írta, executive producere Andrew G. Vajna.
A történet szerint a felfüggesztett John McClane hadnagy (Bruce Willis) visszatérni kényszerül a New York-i rendőrség állományába, mikor egy elvetemült terrorista (Jeremy Irons) bombamerényletekkel fenyegeti a várost. A Simonként bemutatkozó férfi ördögi macska-egér játékba kezd McClane-nel és egy az eseményekbe akaratán kívül belekeveredő boltossal (Samuel L. Jackson), miközben a háttérben egy sokkal nagyszabásúbb terv végrehajtásán ügyködik.
A film forgatókönyvének egy korai változata a korábbi részekéhez hasonlóan egy regényre épült, majd Hensleigh saját, több produkcióhoz is elképzelt szkriptjét igazította a Die Hard közegéhez. Több befejezési lehetőség is felmerült, amelyek közül a végleges mellett további egy el is készült: ez vélhetően Magyarországon játszódik. A forgatás 1994 júliusában vette kezdetét és decemberig tartott. A cselekménynek helyszínt adó New York mellett Dél-Karolina, New Jersey és Maryland államban is készültek felvételek.
Noha vegyes visszajelzéseket kapott a kritikusok felől, a Die Hard – Az élet mindig drága világviszonylatban az év legnagyobb bevételt elért filmje lett (ugyanakkor hazájában nem tudta felülmúlni elődjét, a Még drágább az életedet), s Magyarországon is a legnépszerűbbnek bizonyult több mint félmillió nézőjével. A széria több mint tíz évvel később, 2007-ben folytatódott a negyedik résszel.

## Cselekmény
|  | Alább a cselekmény részletei következnek! |

Szédült Simon mondta a cukrásznak a vásáron: ide a sütikkel, vagy átkúrom a fejed a palánkon!

John McClane rendőrtiszt minden nap másnapos (Bruce Willis)

New York egyik zsúfolt üzletében bomba robban. A Simonként bemutatkozó elkövető a rendőrségtől azt követeli, John McClane rendőrtiszt szendvicsemberként menjen Harlembe azzal a felirattal, „Gyűlölöm a niggereket!”, vagy újra robbant. Az állományából visszavonult, felesége által otthagyott, másnapos McClane kényszerűen teljesíti a terrorista kérését. Odalép hozzá egy helyi fekete boltos, Zeus Carver, hogy elbeszélgessen vele, s hamarosan egy csapat fiatal is észreveszi őt, így menekülőre fogja, Carverrel együtt. Az őrsön a telefonáló ismét jelentkezik, s bosszankodva gondosan előkészített tervének meghiúsulásán, bevonja játékába Carvert is. Most már kettejüknek kell eleget tenniük a férfi utasításainak. Első feladatuk keretében egy nyilvános fülkéhez irányítja őket. Innen egy másik metróaluljáró telefonjához kell sietniük meghatározott időn belül, vagy bomba robban.
90 utcát 30 perc alatt a New York-i forgalomban? Ehhez egy óra is kevés lenne!

Betelefonálós játék (Samuel L. Jackson)

McClane megtalálja a megfelelő útvonalat, méghozzá a Central Parkon át. Félúton feljut a metróra, hogy a rajta lévő bombát keresse, míg Carver a Wall Street-i megállóhoz tart. Éppen odaér a telefoncsörgésre, ám mivel McClane nincs vele, Simon robbant. A szerelvényből John éppen az utolsó pillanatban hajítja ki a pokolgépet, ám a detonáció így is romba dönti a megállót. McClane úgy érzi, a bomba mindenképpen robbant volna, hisz az esélye, hogy ő és Carver odaérnek időben, egyenlő volt a nullával. Az egész New York-i hatóság a helyszínre érkezik, McClane-t pedig a Szövetségi Nyomozóirodától és más kormányhivataloktól keresik fel. Kiderül, hogy az elkövető Simon Gruber, annak a Hans Grubernek a fivére, akit McClane pár évvel korábban kidobott egy Los Angeles-i toronyház tetejéről. Az egykori kelet-német katona társa a szabadúszó terrorista, Mathias Targo és egy Katya nevű nő. Az ügynökök tájékoztatását követően Gruber telefonál, s elárulja, az összes rendőrségi és FBI-os vonalra rákapcsolódtak. McClane-t és Carvert egy újabb bombához küldi egy parkba, Cobb rendőrfelügyelővel pedig közli, hogy a város több mint száz iskolájából egyben bombát rejtett el. Mindenki a tűzszerészekkel tart az iskolák átkutatására, csak Ricky Walsh rendőr marad a helyszínen.
Nem raboljuk tovább az idejét. Inkább csak a bankját.

Simon, de korántsem angyal (Jeremy Irons)

Hamarosan több furgon érkezik, s Simon Gruber az elektromos művek vezetőjeként mutatkozik be. Walsh mit sem sejtve, készséggel vezeti le az aluljáróba a terroristákat, akik végeznek vele. Ezután a közeli jegybankba indulnak, amibe a metróból is nyílik lift. A világ aranykészletének jelentős hányadát őrzik a bank széfjében. A biztonsági rendszert ki kellett kapcsolni a robbanás miatt, így szabad az út Grubernek: billenős kocsikra pakolják az aranyrudakat. Ezalatt McClane és Carver egy újabb fejtörővel néz szembe, hogy hatástalaníthassák az újabb bombát. Sikerrel járnak, s mikor Simon felhívja őket, a Yankees stadionjába szóló „meghívót” és újabb rejtvényt ad a robbanószert rejtő iskolával kapcsolatban. Visszaindulnak a Wall Streetre, ahol a rendőrök távollétében fosztogatás tört ki. McClane ráébred: iskola egy szál sincs az utcában, bankok annál inkább. Carver a legutóbb leállított bombát átadja néhány rendőrnek, akik Gruber emberei, azonban utasításra futni hagyják. Ezalatt McClane besétál a jegybankba, ahol az egyik férfin Walsh jelvényét pillantja meg; leszámol a terroristákkal, s leereszkedik a metróba, ahol Carverrel újra találkozik. Már tiszta a kép számára: akárcsak a bátyja, Simon Gruber is egyszerű rabló, aki több tonnányi aranyat lovasított meg. Üldözőbe veszik a teherautókat, s közben rájönnek a legutóbbi rejtvényre is: a 21. elnök a válasz, akinek személyéről azonban egyiküknek sincs fogalma. Az aranyat szállító járművek útvonala egy jelenleg is építés alatt álló alagútba vezet, amitől egy gát tartja távol a vizet. McClane egy munkással behajt az alagútba, Carver pedig a Yankees-stadionba indul. Ott egy apró tárgyon „Game Over” feliratot talál, azonban ez nem neki szól; a lesben álló lövésznek McClane likvidálására van parancsa. Carver sebes léptekkel elhagyja a lelátót. Az alagútban McClane csökkenti Gruber embereinek számát, s azt is megtudja a segítőkész fuvarostól, hogy az USA 21. elnöke Chester A. Arthur volt. A keresett iskola a Chester A. Arthur Általános Iskola, ahol Carver két unokaöccse is tanul. Cobb és emberei megkezdik az iskola átfésülését, s hamarosan rátalálnak egy újonnan hozott italautomatára, benne pedig a bombára. Mikor Gruber rájön, hogy McClane a nyomukban van, felrobbantják a gátat, s a hömpölygő vízözön elől a New York-i detektív egy zsilipkapun menekül ki. Itt újra összefut Carverrel, s együtt folytatják a teherautók keresését, némi tűzpárbaj fűszerezte autósüldözést követően. A nyomok a kikötőbe vezetnek, ahol az összes furgon egyetlen hajóra vitte a szállítmányt. Egy őrült ötlettől vezérelve McClane és Carver a már kifutott hajóra ereszkedik a hídról a kocsijuk vontatókábelén, mialatt a kábel elszakadtával egy őrszem meghal.
Add át üdvözletem az öcsédnek!

Katya (Sam Phillips)

Szétválnak; McClane likvidál két terroristát, majd összeakad Targóval, Carver pedig rátalál Gruberre. Fegyvert szegezve rá kéri az iskolában elhelyezett bombát hatástalanító kódot, azonban rosszul sül el próbálkozása: Simon elveszi a géppisztolyt és a lábába lő vele. Lerázva Targót, hamarosan McClane is megjelenik, s meglátja a hatalmas mennyiségű robbanószert: a valódi bomba nem az iskolában van, hanem a hajón. Gruber terve: a Forradalmi Front nevében megfosztani a világot az aranykészlettől és „újra elosztani” a robbanóanyag segítségével. McClane-t és Carvert a hatalmas halálos fegyverhez bilincselik, a két férfinak azonban sikerül kiszabadulnia, s az utolsó pillanatban a vízbe ugrania. A terroristák kisebb hajókkal menekülnek el, Targó azonban rájön: társa valójában vashulladékot akar felrobbantani, az aranyat pedig magának megtartani, ám ekkor Katya árulása is kiderül és a lány megöli a férfit. McClane már éppen beletörődne, hogy Gruber kereket oldott, mikor egy tőle származó aszpirines dobozon nyomot talál, így Kanadába repül Carverrel együtt. Ott Gruber katonáival a sikert ünnepli, mikor a kellemetlen meglepetés éri. Ő is helikopterre száll, ám végül mégis alul marad: a földről McClane kilő egy magasfeszültségű vezetéket, s így a terrorista Katyával és a helikopterrel együtt felrobban. McClane a történtek után felhívja feleségét, Hollyt, hogy végre kibéküljenek és újra láthassa gyermekeit.
|  | Itt a vége a cselekmény részletezésének! |

### Simon feladványai
A film gonosztevője, Simon Gruber a „Simon mondja” játékot játssza a New York-i rendőrséggel. Emellett folyamatosan feladványok megfejtésére kényszeríti McClane-t és Carvert, hogy a megoldás segítségével hatástalaníthassák a város különböző helyein elhelyezett robbanószerkezeteket.
- Az első, amit ki kell találni a szintén ismert „Hányan mennek St. Ives felé?” találós kérdés, amire a válasz 1. A vers így hangzik magyarul:

St. Ives felé haladtomban

Egy hétfeleséges férfibe botlottam.

Minden feleségnek volt hét zsákja,

Minden zsáknak volt hét macskája,

Minden macskának hét kiscicája,

Cicák, macskák, zsákok, feleségek,

St. Ives felé hányan mendegéltek?''
- Az elefánt-szökőkutas flakonos feladványra két megoldás létezik. Hogy egy 3 és egy 5 gallonos palack segítségével pontosan 4 gallon vizet kapjunk, a következőt kell tennünk.

Első megoldás:
1. Töltsük meg az 5 gallonost, majd ebből töltsük tele a 3 gallonost. Így marad a nagyobbikban 2 gallon víz.
2. Ürítsük ki a 3 gallonost, majd öntsük át bele a 2 gallon vizet; így 1 gallonnyi hely marad benne.
3. Töltsük újra az 5 gallonost, majd öntsünk át a 3 gallonosba, amíg meg nem telik (vagyis 1 gallont). Így pontosan 4 gallon marad a nagyobbik flakonban.

Második megoldás:
1. Töltsük meg a 3 gallonost és öntsük át az 5 gallonosba.
2. Töltsük újra a 3 gallonost és töltsük színültig vele a nagyobbik flakont. Így 1 gallon marad a kisebbikben.
3. Ürítsük ki az 5 gallonost, s töltsük át a 3 gallonosból a benne lévő egy gallont.
4. Töltsük újra a 3 gallonost, majd öntsük ezt is az 5 gallonosba, így kapunk 4 gallont újfent.

- Végül, hogy megtudják, melyik iskolában rejtett el bombát Simon, McClane-nek és Carvernek rá kell jönnie, „Mi az, ha 42-ből elveszünk 21-et?”. A válasz az USA 42 elnökéből a 21., aki nem más volt, mint Chester A. Arthur.

## Szereplők
- Bruce Willis mint John McClane: A mindig másnapos, de mindig eltökélt New York-i rendőrhadnagy a Nakatomi Toronynál történt incidens révén kisebb hírnevet szerzett, de ennek árnyoldala most lesújt rá: az akkori ellenfelének fivére fondorlatos csapdák és elmejátékok sorát állítja fel számára, így felettesei kénytelenek visszahívni a szolgálatba felfüggesztéséből. McClane elhidegült feleségétől, Hollytól, aki munkahelyén, Los Angelesben él két gyermekükkel, Lucyval és Johnnal.
- Jeremy Irons mint Simon Gruber: Más néven Peter Krieg. Hidegvérű, egykori ezredes a kelet-német hadseregben, ahol egy olyan beszivárgó egységet vezetett, amilyet a nácik is bevetettek a belgiumi offenzívában. Most szakadár csoport vezetője; csak látszólag vezérli a személyes bosszú: testvére életének McClane vetett véget, s a vér kötelezi az elégtételre, ám ahogy fogalmaz, ez csupán „örök érvényű adósság” igazi terve mellett, ami a Wall Streeten található központi jegybank aranykészletének kifosztására irányul. Gyakran gyötrik migrénes rohamok. John McTiernan legelső választása Simon Gruber szerepére Sean Connery volt. A színész azonban nemet mondott, mert nem akart „ennyire ördögi gonosztevőt” alakítani.[2] Jeremy Irons még ezt követően is David Thewlist váltotta fel.[2]
- Samuel L. Jackson mint Zeus Carver: Afroamerikai, Harlemben élő villanyszerelő, korábban taxis, aki egy kisebb, elektronikai cuccokat árusító boltot vezet, s aki akaratán kívül keveredik bele Gruber és McClane párharcába. Nem szíveli a fehéreket, két unokaöccsét is óva inti attól, hogy tőlük kérjenek segítséget, meg mindentől, ami bajba keverheti őket. Jószívűen figyelmezteti McClane-t, hogy ne mászkáljon az „Utálom a niggereket!” feliratú táblával a nyakában egy négerek lakta negyedben. Carver éles elméje gyakran jön jól McClane-nek. Laurence Fishburne volt az első választás Zeus Carver szerepére, azonban a színész visszautasította az ajánlatot. Mire meggondolta magát, Samuel L. Jackson már leszerződött a feladatra.[2] Zeus Carver megjelenése Jackson ötletein alapszik; a színész komoly kutatást végzett a karaktertípussal kapcsolatban Malcolm X könyvei tanulmányozásával.[2]
- Larry Bryggman mint Arthur Walter Cobb felügyelő: McClane körzetének rendőrfelügyelője, akivel Simon többször beszél telefonon követeléseinek hangot adva. Cobb vállára rendkívüli felelősség szakad a nem mindennapi terrorfenyegetéssel.
- Graham Greene mint Joe Lambert: McClane rendőrkollégája, aki Cobb közvetlen közelében végzi munkáját, s gyakran viccelődik Johnon.
- Colleen Camp mint Connie Kowalski: Szintén a New York-i rendőrség tagja, a terepre vonuló egyetlen nő az állományban.
- Anthony Peck mint Ricky Walsh: A mindig a jelvényszámával lottózó rendőr ugyancsak Cobb alá tartozik.
- Kevin Chamberlin mint Charles Weiss: A rendőrség pirotechnikai- és bombaszakértője, aki felvilágosítja a többieket arról, mivel is állnak szemben. Életét kockára téve igyekszik hatástalanítani egy iskolában elhelyezett robbanószerkezetet.
- Nicholas Wyman mint Mathias Targo: Szerződéses szabadúszó terrorista, bombaszakértő, aki szolgált a magyar hadseregben és az irániaknak is dolgozott. Gruber társa az arany meglovasításában, ám azzal a meggyőződéssel, hogy a zsákmányt a Forradalmi Front nevében a levegőbe repítik. Nem sejti, hogy Simonnak más tervei vannak.
- Sam Phillips mint Katya: Targo „jobbik fele.” Izraeliek bombát rejtettek az ágyukba, ennek következtében a nő maradandó sérülést szenvedett, így nem beszél; mindez még fenyegetőbb megjelenést kölcsönöz neki. Szeretője lesz Grubernek, akivel elárulják Targót. A popénekes Sam Phillips-t az egyik CD-borítóján látott fotójának köszönhetően hívták be próbákra Katya szerepére.[2] Ez volt első filmszerepe; azért nem szólal meg, hogy ne derüljön fény texasi akcentusára.[3]
- Stephen Pearlman mint Dr. Fred Schiller: pszichológus, aki a Gruber rendőrséghez intézett telefonbeszélgetései alapján igyekszik megalkotni Simon elkövetői profilját. Dr. Fred Schiller karakterének neve utalás Friedrich Schiller 18. századi német költőre, akinek szövegét Beethoven felhasználta a 9. szimfóniájához.[2] Ez a zenemű szoros kapcsolatban áll a Die Hard-filmekkel, noha csak az első részben csendül fel két alkalommal, a továbbiak előzeteseihez is felhasználták.

A rádiós, akit Simon felhív a filmben, valódi műsorvezető, Elvis Duran. Abban a jelenetben, mikor a rendőrség értesül az iskolában elhelyezett bombáról, az egyik hivatalos személyt („A Gruber név mond magának valamit, hadnagy?”) a néhai Dave Thomas, a Wendy’s alapítója játssza, azonban a stáblistán nincs feltüntetve. A DVD rendezői kommentárjában John McTiernan elárulja, hogy a későbbi amerikai alelnök, Dick Cheney feltűnik a filmben egy pillanatra, de a stáblistán ő sem szerepel. Egy halász szerepében a rendező apja, idősebb John McTiernan is tiszteletét teszi a vásznon. A papa feltűnt fia két korábbi filmjében, Az utolsó akcióhősben és a Vadászat a Vörös Októberrében is.
Annak ellenére, hogy nem kérték fel a filmhez, Alan Rickman szerepel a stáblistán, mint Hans Gruber alakítója (McClane flashbackjében tűnik fel). Rickman jelenete már korábban is létező felvétel volt az első részből bevágva. Akárcsak az első részben, a német terroristák között ezúttal is szerepel egy Karl nevű. Míg itt csak kis szerephez jut, az 1988-as epizódban Hans után a legfontosabb gonosztevő pozícióját töltötte be, a megboldogult Alexander Godunov megformálásában.

## Szereposztás
| Szereplő                          | Színész                 | Magyar hang        | Magyar hang             |
| Szereplő                          | Színész                 | 1. szinkron (1995) | 2. szinkron (1997-2003) |
| --------------------------------- | ----------------------- | ------------------ | ----------------------- |
| John McClane                      | Bruce Willis            | Dörner György      | Dörner György           |
| Simon Gruber                      | Jeremy Irons            | Szakácsi Sándor    | Rátóti Zoltán           |
| Zeus Carver                       | Samuel L. Jackson       | Kálid Artúr        | Kálid Artúr             |
| Joe Lambert                       | Graham Greene           | Bezerédi Zoltán    | Mihályi Győző           |
| Connie Kowalski                   | Colleen Camp            | Spilák Klára       | Fehér Anna              |
| Walter Cobb felügyelő             | Larry Bryggman          | Kristóf Tibor      | Szersén Gyula           |
| Ricky Walsh                       | Anthony Peck            | Barbinek Péter     | Végvári Tamás           |
| Mathias Targo                     | Nicholas Wyman          | Helyey László      | Barbinek Péter          |
| Charles Weiss                     | Kevin Chamberlain       | Kocsis György      | Pálfai Péter            |
| Dr. Fred Schiller                 | Stephen Pearlman        | Sinkovits Imre     | Szélyes Imre            |
| Andy Cross FBI-ügynök             | Charles Dumas           | Melis Gábor        | Varga Tamás             |
| Bill Jarvis, egy másik hivatalból | Michael Cristofer       | Bács Ferenc        | Rosta Sándor            |
| Felix Little                      | John C. Vennema         | Felföldi László    | Bácskai János           |
| Jerry Parks                       | Joe Zaloom              | Horkai János       | Faragó András           |
| Wanda Shepard                     | Phyllis Yvonne Stickney | Fodor Zsóka        | Pálos Zsuzsa            |
| John Turley őrmester              | J.R. Horne              | Horányi László     | Gyabronka József        |
| Martinez igazgatónő               | Franchelle Stewart Dorn | Némedi Mari        | Pápai Erika             |
| FBI-parancsnok                    | Richard Russel Ramos    | Uri István         | Láng József             |

## Háttér

### A forgatókönyv
A film számára írt forgatókönyv korai vázlatai a Troubleshooter című regényre épültek, amiben terroristák átveszik az irányítást egy karibi cirkálón. Ezt az ötletet pár év múlva a Féktelenül 2. – Teljes gőzzel című film alkotói használták fel (szintén a 20th Century Foxnál), míg jelen produkció végül Jonathan Hensleigh egy korábbi szkriptjét, a Simon Says-t hasznosította, amelyből az eredeti elképzelések szerint egy Brandon Lee-akciófilm készült volna, majd később a Halálos fegyver-sorozat negyedik epizódjaként merült fel. A film első fele szinte teljesen megegyezik a Simon Says-zel, csupán a neveket cserélték le; az eredeti írásban egy Alex Bradshaw nevű New York-i zsaru játszotta a főszerepet, akiből pedig Zeus Carver lett, női karakter volt. A stúdió szerette volna, ha Hensleigh megváltoztatja Zeus etnikumát akár fehérre vagy ázsiaira, ez azonban nem valósult meg. A rablást azért adták hozzá a cselekményhez, hogy a történet illeszkedjen a többi Die Hard-film sorába. Eredetileg a gonosztevők a Metropolitan Museum of Artot fosztották volna ki, amely ötlet John McTiernan rendező egy későbbi filmjében, A Thomas Crown-ügyben jelenik meg. Az élet mindig drága DVD-kommentárjában Hensleigh elmondja, a forgatókönyv alapötlete akkor fogalmazódott meg benne, mikor elképzelte, mi lenne, ha egy gyermekkori barátja, akinek sérülést okozott egy eldobott kővel, felnőttként bosszút akarna állni rajta. Hensleigh-t megkereste az FBI a forgatókönyv befejezése után a Manhattan belvárosában található Szövetségi Aranytartalékról való kiterjedt ismeretei okán. Hensleigh azt állította, minden információt egy a The New York Timesban közölt cikkből szerzett.
A forgatókönyvbe jutott a kikacsintásokból is. Az eredeti, angol szöveg szerint McClane egy alkalommal azt mondja Carvernek, „I was livin' on a nice fat pension, smoking cigarettes and watching Captain Kangaroo.” (egyenes fordításban: „Szép kis nyugdíjból éltem, szívtam a cigimet és néztem a Captain Kangaroo-t”, a szinkron szerint: „Bagóztam szakadásig és bambán bámultam a tévét). A mondat második fele egy sor a „Flowers in the Wall” című The Statler Brothers-számból, ami a Ponyvaregény egyik betétdala. Azelőtt hallható, hogy Bruce Willis karaktere, Butch, autójában ülve megpillantja Marcellus Wallace-t a zebrán.

#### Alternatív befejezések
A filmhez egy alternatív befejezés is készült, ami megtalálható a DVD különleges kiadásán. Ebben a változatban a rablás sikerrel jár, s McClane-t bűnbaknak használják mindazért, ami rosszul sült el, s még az is felmerül, hogy összedolgozott a terroristákkal. Elbocsátják a New York-i rendőrségtől közel 20 évnyi szolgálat után, az FBI pedig még a lakását is elveszi tőle. Az arany Új-Skóciába kerül, ahol az Empire State Buildinget formázó szobrocskákká alakítják a rudakat, hogy kicsempészhessék az országból. McClane azonban  Gruber nyomára akad, annak külföldi rejtekhelyén. Ez hasonlóképp sikerül neki, mint ahogy a filmben látható – az aszpirines tégely felirata alapján. A befejezés helyszíne feltehetőleg Magyarország, mivel Simon a lakossághoz magyarul beszél. A „Nagyon kedves, köszönöm”, „Pincer” (sic) és a „Rögtön” sorok tisztán érthetőek, ahogy a pincérnő „A kávéja uram” sora is. McClane örömét leli abban, hogy elégtételt vehet Gruberen, így egy „McClane mondja” nevű játékra hívja őt (Gruber a „Simon mondja”-val tartotta sakkban McClane-t korábban). Ez a játék az orosz rulett egy formája, melyben szerepet kap egy kisebb kínai rakétavető, aminek célzókeresztjét eltávolították, s így nem lehet megkülönböztetni a végeit. McClane egy fejtörőt ad Simonnak, mint amilyet a terrorista is űzött vele New Yorkban. Mikor Simon rossz választ ad a rejtvényre, McClane arra kényszeríti, hogy maga felé fordítva süsse el a rakétavetőt. A rakéta átmegy Simonon és megöli őt. A jelenet legvégén kiderül, McClane mindvégig golyóálló mellényt viselt, így nem végzett volna vele a rakétavető. A DVD audiokommentárjában Jonathan Hensleigh azt állítja, ezt a verziót azért vetették el, mert a stúdió úgy vélte, McClane túlontúl kegyetlen és fenyegető oldalát mutatja be – bosszúból gyilkol, nem önvédelemből. Hensleigh indíttatása az volt, hogy bemutassa, milyen pszichikai hatással voltak a New York-i események és annak következményei McClane-re.
Szintén a DVD kommentárjában hangzik el, hogy egy másik alternatív befejezés szerint McClane és Carver egy alkalmi tutajjal jutnak partra a hajó felrobbanása után. Carver azt mondja, szégyen, hogy a rosszfiúk kereket oldottak; McClane válasza erre, hogy ne legyen olyan biztos benne. A kép ezután a terroristák gépére vált, ahol megtalálják az aktatáskába rejtett bombát a parkból, amit Carver visszaadott nekik (ebben a változatban nem használták fel a gát felrobbantására). A film egy fekete humorú megjegyzéssel ér véget, mikor Simon azt kérdezi, van-e valakinél egy négygallonos flakon. A szkript ezen vázlatán hamar átléptek, s a rakétavetőssel ellentétben, nem is került felvételre.

### A forgatás
A film forgatása 1994. július 30-án, közel egy évvel a bemutató előtt vette kezdetét New Yorkban, a hatodik sugárúton, a nyitó képsorok robbantásának felvételével. A város számos részéről verődött össze bámészkodó tömeg, hogy megnézzék a detonációt, ami autókat döntött fel és üvegszilánkokkal fedte be a járdákat. A jelenetet hét kamerával rögzítették, de a stábon kívül helyi tévések, paparazzók és ismeretlen számú amatőr fotós is lencsevégre kapta az eseményt. A speciális effekt-csapat gondosan előkészítette az akciót az épület földszintjén, így a forgatás előtt nem sokkal nyílt kristálybolt nem szenvedett egy cseppnyi kárt sem. John McTiernan később fontolóra vette a robbanás kivágását, avagy a film bemutatójának elhalasztását, mivel úgy érezte, az amerikai közönség még túl érzékenyen reagálhat a nyitójelenetre az Oklahoma Cityben történt Alfred P. Murrah Federal Building-robbantás közelsége miatt.
A film nagy részét a dél-karolinai Charlestonban rögzítették, köztük a metrójeleneteket (ezekhez díszletet használtak) és a hidas jeleneteket (amik a John P. Grace emlékhídon forogtak). Az alagútban játszódó üldözési jeleneteket az akkor még befejezetlen 3-as számú New York City Water Tunnelben forgatták, ami a várost a New York felső részéhez tartozó Catskill hegyekkel köti össze. Az autópályás szcénák a New York-i Westchester megyében játszódnak a Saw Mill Parkwayen. Ezeket a valóságban a Connecticutban található Fairfield megyei Merrit Parkway, illetve a New York állambeli, Putnam megyei Taconic Parkway „alakította.” A taxit (No. 2T94), amit Samuel L. Jackson vezet a filmben, később felhasználták a Lesz ez még így se című 1997-es film alkotói is egy jelenet erejéig. A bankrablás momentumait Manhattan pénzügyi negyedében rögzítették, a befejezés jelenetei pedig a Maryland állambeli Jessupban forogtak.
A Wall Street-i metrómegálló közelében található parkot a film kedvéért alakították ki egy beépítetlen területen, s a forgatást követően visszaállították eredeti változatára. Azt a jelenetet, amelyben McClane szendvicsemberként tűnik fel, Washington Heightsnél vették fel, hogy elkerüljék a konfliktusokat, esetleg zavargás kitörését Harlemben. A Washington Heights-i utcatáblák az Audubon Avenue-n a 173. és 177. utca között, továbbá több üzlet táblája ki lett cserélve ennek megfelelően. Ezen felül, a felirat a Willis által viselt tábláról hiányzott. Később, digitális eljárással illesztették rá, az utómunkálatok során. A forgatási munkálatok közel öt hónappal a kezdet után, 1994. december 21-én fejeződtek be. A speciális effektekért a Mass Illusion nevű cég felelt, akiknek akkor ez volt addigi legnagyszabásúbb munkájuk. Később olyan filmeken dolgoztak, mint a Csillagközi invázió és a Mátrix. Az utolsó pillanatban került a filmbe a szexjelenet Jeremy Irons és Sam Phillips között, mivel McTiernan ekkorra már tudta, a film amúgy is „R” korhatár-besorolást kap (17 éven aluliaknak csak szülői kísérettel ajánlott).

### Filmzene

#### A számok listája
1. Summer In the City – The Lovin’ Spoonful (2:44)
2. Goodbye Bonwits (6:28)
3. Got It Covered – Fu-Schnickens (4:13)
4. John and Zeus (3:19)
5. In Front of Kids – Extra Prolific (2:44)
6. Papaya King (5:20)
7. Take A-Nother Train (2:55)
8. The Iron Foundry – Alexander Mosolov (3:08)
9. Waltz of the Bankers (4:13)
10. Gold Vault (3:45)
11. Surfing In the Aquaduct (2:30)
12. Symphony No. 1 – Johannes Brahms (15:00)
13. Symphony No. 9 – Ludwig van Beethoven (9:46)

Akárcsak az első két rész esetében, a film zenéjét most is Michael Kamen szerezte. A felvételek a The Seattle Symphony Orhcestrával készültek, Kamen vezényletével. A score-ban a Drágán add az életed! és Még drágább az életed már ismert fő- és melléktémái gyakran derengenek fel kisebb-nagyobb változtatásokkal. Kamen kompozíciója mellett helyet kapott a korongon több zenei formáció által előadott dal, így a film nyitójelenetében hallható „Summer in the City,” ezen felül Beethoven 9. szimfóniája, ami szerves részét képezi a Die Hard-sorozatnak, illetve Brahms egyik szimfóniája is. Hallható még a „When Johnny Comes Marching Home” címet viselő katonai induló, ami a filmben akkor csendül fel, ha Gruber és emberei tervük végrehajtásán ügyködnek.
A kiadó a film megjelenésével egy időben, 1995 májusában dobta piacra az albumot, mára azonban hiánycikké vált a lemezboltokban.

## Fogadtatás

### Kritikai visszhang
| Lap                     | Kritikus      | Ítélet | Link                                                                                    |
| ----------------------- | ------------- | ------ | --------------------------------------------------------------------------------------- |
| Chicago Sun-Times       | Roger Ebert   |        | rogerebert.suntimes.com Archiválva 2011. szeptember 28-i dátummal a Wayback Machine-ben |
| Variety                 | Brian Lowry   |        | variety.com                                                                             |
| Rolling Stone           | Peter Travers |        | rollingstone.com                                                                        |
| Los Angeles Independent | Eric Grossman |        | imdb.com                                                                                |

A Die Hard – Az élet mindig drágáról napvilágot látott újságírói vélemények megosztottnak bizonyultak. A korábbi két rész fogadtatásához képest visszalépés tapasztalható, amit legjobban a professzionális kritikákat összegyűjtő Rotten Tomatoes weboldal értékelése szemléltet: az itt olvasható több mint 40 vélemény 45%-a pozitív kicsengésű, szemben a Drágán add az életed! 94%-ával és a Még drágább az életed 62%-ával. A film 1995. május 19-én került a mozikba az Egyesült Államokban, alig egy hónappal az oklahomai robbantást követően, ami 2001. szeptember 11-éig az amerikai földön valaha történt legsúlyosabb terrorista-akciónak minősült. Mivel a cselekménynek eleme a hasonló, terrorizmus céljából elkövetett robbantás zsúfolt közlétesítményekben, a valós életbeli tragikus eset rányomta bélyegét a film bemutatójára; számos kritikában meg is jelenik az allúzió. Bruce Willis a film egy sajtótájékoztatóján azt kérte a riporterektől, ne kérdezzék ezen összefüggéssel kapcsolatban, mert nem akarja elbagatellizálni a tragédiát azzal, hogy egy film kapcsán emlegeti.
A neves filmkritikus és egyben a Chicago Sun-Times munkatársa, Roger Ebert mindezt józan reakciónak ítélte, a filmet magát pedig összességében élvezte. Erről tanúskodik, hogy a lehetséges négyből három csillaggal értékelte, mondván, „Az élet mindig drága alapvetően egy felhúzhatós akció-játék, okosan összerakva és kirobbanó energiával prezentálva.” Véleménye szerint a színészek másodlagosak a kaszkadőrmutatványok és az akciójelenetek sorozata mellett, de mindegyik főszereplőt jól teljesítőnek találta. Meglátása szerint Jackson megfigyeléssel közelítő karaktere jó ellenpontozása Willis mániákus elszántságának, míg Jeremy Irons a gonosztevő szerepében tetszelgő brit színészek nagy hagyományait folytatja. „Irons és mindenki más alakítása azonban másodhegedűs a speciális effektek mellett” – vonja le a konklúziót a kritikus. Hasonló a véleménye Peter Traversnek is. Szerinte a film „feszült, elképesztően mulattató akciókavalkád a speciális effektusok olyan fokával, amit nehéz lesz überelni.” A Rolling Stone újságírója emellett úgy érezte, a harmadik részben nincs meg az a klausztrofóbikus atmoszféra, ami jellemezte John McTiernan egy L.A.-i toronyházba helyezett első filmjét és Renny Harlin folytatását, ami egy washingtoni repülőtéren játszódott. Ami viszont McTiernan visszatérésének javára írható, az az, hogy a főhős jelleme ismét jelentőséget kapott, szemben Harlin lelketlen folytatásával – véli Travers.
Ezzel ellentétben a Variety úgy írt a filmről, hogy „a feltekert hangerő és a költségvetés ellenére is, bizonyosan ez a legkevésbé kidolgozott a három rész közül, s olyan szétszórt cselekményvezetéssel rendelkezik, hogy időnként szinte követhetetlen.” „A film valószínűtlen, zavaros üldözések sorozatává degradálódik és a túlzottan nyomatékos rablás-szál előkészítése is túl sok időt vesz igénybe” – fejti ki álláspontját Brian Lowry. Véleménye szerint a filmnek szintén csak mérsékelten válik javára a halálos fegyveri párosítás John McClane és az eseményekbe akarata ellenére belekerülő harlemi boltos között, mivel csipkelődésük egy idő után már unalmassá válik. A szereplőkről úgy vélekedik, Willis nem ad túl sokat hozzá a már jól ismert szarkasztikus és heroikus karakteréhez, de a szerep továbbra is remekül passzol hozzá; Jackson újfent bizonyít, kellő mennyiségű humorral fűszerezi karakterét, míg Jeremy Irons hidegvérű, de relatíve egysíkú gonosztevő”. „A filmből hiányzik a korábbi epizódok azon előnyös egyszerűsége, – folytatja, – hogy egyetlen helyszínen állapodnak meg, ehelyett ezúttal egy egész városra kiterjed az iram. A technikai szakemberek azok, akik mentik a menthetőt: a hangeffektek és a fantasztikus kaszkadőrmunkák adják a film gerincét. Végső ítélete szerint a szombat esti közönség számára ideális Az élet mindig drága, de talán még ők is úgy találják majd, hogy nem ér fel nevéhez. Osztja a Variety véleményét a Los Angeles Independent is. Eric Grossman azt írja, „Néhány hónappal korábban, mikor láttam Az élet mindig drága előzetesét, mindenki ujjongással adott hangot várakozásának. Minden visszafelé sült el. A látvány remek, de összességében [...] a film rossz.” „A legnagyobb gond az, hogy a filmben túlburjánzanak a robbanások, kaszkadőrmutatványok és hangeffektek, s így Willis elvész a káoszban. Nem jutott neki elegendő szellemes szöveg és karaktere kevésbé tűnik intelligensnek, mint korábban. De a legfontosabb, hogy nem rúg szét elég segget!” – panaszkodik Grossman. „Borzasztó döntés volt »buddy-filmmé« tenni filmet.” – véli. „Zeus és McClane kapcsolata a Halálos fegyver- és a 48 óra-filmek újrahasznosítása. Nem mintha Jackson nem lenne jó, mindig az, de ez a szereplő felesleges és hemzseg a kliséktől.” A technikai oldalról azonban ő is elismeréssel nyilatkozik: „Noha alapvetően gyenge, Az élet mindig drágában is akad néhány szemkápráztató pillanat. Helyenként elképesztőek a kaszkadőrmunkák, s ott van az az izgalmas jelenet, amely során McClane egy alagútban reked és a hatalmas víztömeg áramlik felé. A közönség éljenzett, mikor McClane végzett egy halom rosszfiúval egy liftben, azonban a tetőpont, melyben egy helikopter is szerepet kap, meglehetősen szimpla.” A film zárójelenetét még az amúgy 100%-osra értékelő Empire sem találta meggyőzőnek, ám „A végső, toldozott-foldozott helikopteres megoldás ellenére a film izgalmas, irgalmatlan, felturbózott darab, ami korlátokat nem ismerve szórakoztat – New York a játszótere, a határ pedig a csillagos ég.”
A magyarországi fogadtatás idomul a nemzetközihez. A FilmVilág 1995. augusztusi számában Harmat György így ír Az élet mindig drága kapcsán: „A rendezést ismét John McTiernan vállalta el, így nem véletlen, hogy színvonalában e produkció közelebb áll az elsőhöz, mint a Lenny Marlin-rendezte másodikhoz. Persze nagyobb szabású, látványosabb mindkettőnél: a közönség egyre lenyűgözőbb attrakciót vár. Meg is kapja. Hősünket például nem egy hatalmas, forgó golyóbis üldözi, mint annak idején Indiana Jones-t, hanem dübörgő, áradó víztömeg elől menekül – teherautóval, egy óriási csőben! A »tegyünk rá még egy lapáttal« kötelezettségének azonban megvannak a hátrányos következményei. Az első harmad »szimpla« filmes eszközökkel történő borzongatása koncentrált és egységes, a még nagyobb apparátust, tömegeket megmozgató középrész is élvezetes, ám az utolsó fordulatot követő, befejező húsz perc már fárasztó. Csavarásból, bravúrból, helikopterből, lövöldözésből is megárt a sok.”

### Bevételek
| USA                |  | $100 012 499 |
| Franciaország      |  | $24 389 222  |
| Egyesült Királyság |  | $18 999 473  |
| Dél-Korea          |  | $9 013 766   |
| Ausztrália         |  | $8 679 364   |
| Kína               |  | $5 752 448   |
| Hongkong           |  | $4 211 688   |
| Svájc              |  | $3 854 471   |
| Finnország         |  | $3 457 953   |
| Thaiföld           |  | $2 880 000   |
| Argentína          |  | $2 797 566   |
| Ausztria           |  | $2 417 018   |
| Kolumbia           |  | $2 127 178   |

| Japán           |  | $81 762 589 |
| Németország     |  | $24 003 490 |
| Tajvan          |  | $11 728 352 |
| Spanyolország   |  | $8 987 213  |
| Hollandia       |  | $6 857 468  |
| Olaszország     |  | $5 472 240  |
| Svédország      |  | $4 146 475  |
| Benelux államok |  | $3 719 772  |
| Norvégia        |  | $3 397 439  |
| Mexikó          |  | $2 860 056  |
| Dánia           |  | $2 625 272  |
| Brazília        |  | $2 376 310  |
| Fülöp-szigetek  |  | $2 046 720  |

A Die Hard – Az élet mindig drága 1995. május 19-én került a mozikba az Egyesült Államokban és Kanadában, a 20th Century Fox forgalmazásában. A filmet 2525 filmszínház tűzte műsorára, ami az év hatodik legszélesebb terjesztését jelentette. Az első hétvégén 22,2 millió dollár értékben keltek el rá jegyek (1995 nyolcadik legjobb ilyen adata), ami 1,9%-kal magasabb az elenyésző mértékben kevesebb moziban bemutatott Még drágább az életed nyitányánál. A 90 millió dollárból készített akciófilm a nézettségi lista élén kezdett, azonban már a következő hétvégén – ami a Memorial Day munkaszüneti hétfői napot is magában foglalta – át kényszerült adni azt a konkurenciának (névlegesen a Universal Pictures Casperjének). Tizenegy nap után a film bevétele még nem érte el az 50 millió dollárt, s ezzel apró előnye 19,4%-os hátránnyá változott a második résszel szemben. A továbbiakban a hétvégi bevételek változása ingadozó volt – hol kisebb, hol nagyobb mértékben veszített közönségéből, mígnem július első napjaiban elérte a költségvetés értékét, egyúttal hétvégi bevétele egymillió dollár alá csökkent. Ezt követően a stúdió egészen addig műsoron tartotta a filmet, amíg az át nem lépte a box office-ban vízválasztóként számon tartott 100 millió dolláros határt – ez csak 1995. október 8-án, a forgalmazás 143. napján következett be, amikor már csak 101 moziban volt látható. Végül 100 012 499 dollárt gyűjtött a sorozat harmadik része, ami 14,9%-os visszalépést jelent a középső epizódhoz képest, de 20,5%-kal magasabb összeg a Drágán add az életed!-del összevetve. A 2007-es negyedik Die Hard-film az összes korábbit felülmúlta az észak-amerikai bevétel tekintetében, hiszen 134,5 millió dollárt keresett, vagyis Az élet mindig drágánál 34,5%-kal többet – mindezek az inflációval járó jegyár-növekedéssel nem számoló adatok. Mai árfolyamon Az élet mindig drága bevétele meghaladja a 165 millió dollárt, mivel közel 23 millió néző látta 4,35 dolláros átlag-jegyár mellett, tehát a látogatottság oldaláról megközelítve korántsem azonos az összkép. Az élet mindig drága a 10. helyet érte el az 1995-ös éves listán az észak-amerikai piacon, míg a korhatáros filmek között a második lett, a Hetedik mögött kevéssel lemaradva.
A világ más országaiban ellenben magasan a legsikeresebb rész lett a harmadik. Az Egyesült Államokon és Kanadán kívül 266 millió dollárnak megfelelő összeg gyűlt össze, ami több mint kétszerese a Még drágább az életed megegyező adatának, s a Legdrágább az életed sem bírta megközelíteni, még az inflációval nem korrigált számadatok tekintetében sem. A film az amerikai premiert követő hétvégén került az ausztrál közönség elé, majd június és október között folyamatosan mutatták be a további országban is. A sort novemberben Törökország, majd decemberben Kína zárta. Az összes piac fölé magasan tornyosul Japán, ahol a film 81,8 millió dollárt jelentő yenre tett szert, vagyis a nemzetközi bevétel 30,7%-a származik a kelet-ázsiai országból. Ez az adat még ma, a 2000-es évek végén is kiemelkedőnek számít: 2008-ban az országban vetített külföldi filmek között az első, az Indiana Jones és a kristálykoponya királysága jóval kevesebb, 53 millió dollárnak megfelelő bevételt ért el, míg 2007-ben a Harry Potter és a Főnix Rendje szerepelt az éves dobogón 80 millió dollárral. A Legdrágább az életed sokkal szerényebb számokat generált: 32,6 millió dolláros bevétele 60,1%-os zuhanást jelent az előző részhez képest. A következő két legélénkebb piac a sorban Franciaország és Németország, 24,4 millió, illetve 24 millió dollárral. Ezen összegeket sem sikerült a negyedik résznek teljesítenie, noha Németországban csupán 121 ezer dolláros különbség tapasztalható. Tízmillió dollár felett fialt még a film az Egyesült Királyságban és Tajvanon; előbbiben 47,9%-os növekedés következik be a negyedik résszel, míg a délkelet-ázsiai országban több mint 80%-os elmaradás születik. Összesítve az észak-amerikai és a további országok bevételét, Az élet mindig drága 366 millió dollárt gyűjtött össze, amivel világviszonylatban a szériában és az 1995-ös évben is első lett, megelőzve a Toy Story – Játékháborút és az Apollo 13-at.
Magyarországon Az élet mindig drága a Die Hard-sorozat legnépszerűbb darabjává vált. 1995. augusztus 10-én mutatta be az InterCom, s az év végéig 3322 előadást ért meg. Ez idő alatt – 40%-os kihasználtság mellett – 511 ezer jegy kelt el rá, amivel a film könnyedén lett az 1995-ös év leglátogatottabb bemutatója. A következő évben a nézőszám 529 708-ra véglegesedett. A negyedik rész csak e közönség 48,6%-át tudta ismét megszólítani 2007-ben.

## A Die Hard-sorozat visszatérő elemei
Ellentétben az ezt megelőző két Die Hard-filmmel, Az élet mindig drága nem karácsony idején játszódik. Ennek ellenére akad benne utalás az ünnepre: McClane a Mikulást említi két terrorista likvidálása előtt. Mire fő ellenfeléhez is elér, pisztolyának tárában két golyó marad, hogy megölje Simont; ugyanennyi tölténye volt az első rész végén Hansszal szemben is. Mikor a bomba felrobban a Bonwit Teller üzletházban a nyitójelenetben, egy „Atlantic Courier” („Atlanti futár”) feliratú furgon parkol előtte, s a lökéshullám felborítja. A Drágán add az életed!-ben Hans Gruber és a többi terrorista egy olyan kisbusszal érkezik a Nakatomi Plazához, aminek oldalán a „Pacific Courier” („Csendes-óceáni futár”) olvasható.
A film legidézettebbé vált mondata, a „Yipee-ki-yay, motherfucker!” elhangzik mind a négy Die Hardban. (Mivel a negyedik résznél a készítők alacsonyabb korhatár-besorolást kívántak elérni, a besorolásnál jelentős tényező „motherfucker” szó [szó szerint „anyabaszó”]  elhangzásánál egy lövés dördülése elnémítja a kifejezés második felét). A magyar változatoknál minden esetben máshogy fordították ezen sort, jelen esetben az „Úgy kell neked, te halálmadár!” hallható, mikor Gruber helikoptere felrobban. A Die Hard 4.0-ban azonban már a „Jippiájéé, te vadbarom!” mellett döntött a magyar szöveg írója.

## Hibák, bakik, pontatlanságok

### Tervek és terroristák
A bombák aktiválódásához két kémiai anyag keveredésére van szükség, azonban sosem kapunk magyarázatot arra, miért nem lehet egyszerűen eltávolítani a vegyüléshez szükséges csövet, s ezáltal hatástalanítani a pokolgépet. Más oldalról megközelítve, elegendő lenne a folyadéktartályok kilyukasztása és lecsapolása a detonáció elkerüléséhez. Nem ez az egyetlen gyenge pontja Simon tervének. McClane-t könnyedén megölhették volna első feladata teljesítésekor Harlemben, holott Grubernek szüksége volt rá a továbbiakban is, egészen míg a metrós robbantással belépést nyer az aranyhoz. McClane halála esetén is értesíthette volna a rendőrséget a bombáról, de nem használhatta volna tovább az elterelő sztoriját (a személyes bosszút a hadnagy ellen) anélkül, hogy a rendőrség gyanakodni ne kezdett volna. A központi jegybankban Gruber azt állítja, tízszer annyi arany van ott, mint Kentuckyban. Valójában, a jegybankban nagyjából 5000 tonnát tárolnak, míg Fort Knoxban 4600 tonna körüli mennyiséget. John McTiernan elismerte a film egy logikai hibáját, miszerint az aranyrudakat súlyuknál fogva nem lehetséges a filmben látható módon, rámpákon szállítani. McTiernan és Samuel L. Jackson lehetőséget kapott, hogy egy valódi aranyrudat megemelhessen, hogy megtudják, mennyit is nyom.
Amikor McClane a partiőrséget hívja a film vége felé, egy rövid snitt a visszaszámlálót mutatja. Az óra 1:03-ról 00:59-re számol vissza, azonban kihagyja az 1:00-t. Több jelenetben a film során McClane Simon öccsének nevezi Hanst, miközben nem tudhatta, melyikük volt az idősebb. (A valóságban a Hanst alakító Alan Rickman két és fél évvel öregebb Jeremy Ironsnál).
Akárcsak az első Die Hardban, a német nyelven megszólaló szereplők nyelvtana többnyire helytelen. Különösen kiemelkedik a jelenet, amiben Carver átadja a bombát két, magát rendőrnek kiadó német terroristának. Emellett, az angol felirat a filmhez sok helyütt teljesen mást ír, mint ami a német szereplők szájából elhangzik. A német szinkronban az összes német párbeszédet kijavították, s egyes rosszfiúknak még kelet-német akcentust is biztosítottak.

### Fegyverek, telefonok, automobilok
Mikor a központi jegybank egyik biztonsági őre végső ellenállásba kezd pump-action shotgunjával, kevesebbszer tölt újra a szükségesnél. A kereskedelmileg kapható ilyen fegyverek öt töltényt bírnak, a katonai változat pedig nem többet kilencnél. A teherhajón a kábel által kettészelt terrorista utolsó pillanataiban használja gépfegyverét, később azonban, mikor Carver tenné ugyanezt, már nincs kibiztosítva. Szerencsésebb anomália jutott a főhősnek: a film fináléjában McClane ellenőrzi munícióját, majd visszateszi maradék két golyóját a tárba; a 10 és 12 órás pozíciókba tölt, vagyis a cső „töltényűrjébe” is. Ha a kakas hátrahúzódik, a tár óramutató-járással megegyezően fordul, így csak egy töltényt tudna kilőni. Ennek ellenére két lövés dördül.
Mikor az FBI és McClane mobiltelefonon keresztül beszél Simonnal és a terrorista leteszi, tárcsázóhang hallható, azonban a mobilok ezt nem használják. Ugyanekkor, kihangosítás gyanánt valamibe bedugják a telefont, ami azonban nem más, mint a készülékhez tartozó töltő, aminek nincs kihangosító funkciója. A pótakku látható is a töltő hátoldalán, a szintén észrevehető vörös LED-fény pedig jelzi is a töltődést. A jelenet során, mikor Gruber újabb fejtörőt közöl McClane-nel mobilján keresztül, miközben mögötte rakodják fel az aranyat, a rendőr minden szavát tisztán érti, de a lényeges háttérzajra mégsem figyel fel. A föld alatt mindemellett a térerővel is problémák akadhatnak, de Simon tökéletes jelet kap.
A Central Park-i száguldás közben McClane egy ízben erősen balra rántja a kormányt, ám a következő vágásban az autó jobbra tér el. A taxi egy-két nagyobb ugratás következtében látható károkat szenved, különösen a motorháztetőn, azonban később ennek nyomai eltűnnek. Ugyanezen jelenet során a parkban láthatóak a keréknyomok, amelyek a korábbi felvételek során keletkeztek. Később, a Mercedesben, hogy gyors fordulatot tudjon venni a kocsival, McClane arra kéri Carvert, hogy kapcsolja szét a kipörgésgátlót. A biztosítékdoboz azonban a kései '80-as S osztályú Mercedesekben nem ott található, ahol Zeus ráakad, s a vezetékek kihúzása ellenére jól láthatóan működik a műszerfal kijelzője. A film során komoly károkat szenvedett Dodge terepjáró hol épnek, hol újfent megrongáltnak mutatkozik. Mikor McClane és Carver megállnak vele a hídon, a két elülső fényszóró teljesen sértetlen. Általános teherautó-csörlőknél, mint amilyen a Dodge-on a WARN csörlő, a gyártó előírása szerint legalább öt teljes átkötésnek kell maradnia a dobon a biztonságos vontatáshoz. Tehát ha a kábel „elfogy”, ahogyan a film egyik jelenetében, az egyetlen dolog, ami a vezetéket a csörlődobhoz tartja, egy apró retesz. Ha a jármű súlyát hozzárendeljük ehhez a reteszhez (egy statikus tárgy másik vége ellenében), magának a csörlőkábelnek kell elszakadnia, nem a retesznek letörnie. Hogy az egyes dolgok milyen fizikai hatással vannak egymásra, az máskor alkalommal is problémát okoz. A beáramló víztömeg ugyanis képtelen lenne végighömpölyögtetni egy teherautót az alagúton. Ezt a DVD-re felkerült audiokommentár során maga Hensleigh is elismerte.

### New York, New York
A New York City-i metróaluljárókba nincs közvetlen, lezáratlan bejárat a mozgásban lévő szerelvényekhez, amit McClane használ, hogy feljusson a bombával felszerelt metróra. A járművekre való lejutás más alkalommal is árulkodó: a hidas jelenetben, mikor McClane és Carver a hajóra ugranak, a háttérben sehol egy New Yorkra jellemző magas épület. A szcénát Charlestonban, Dél-Karolinában vették fel. A hajó eljutása a Hudson folyón Long Island Sound közepére lehetetlenül rövid idő alatt történik. Gruber és Katya az innen való szökéshez egy CF feliratú hajót használ. A CF a California Fleetet rövidíti, s ez a Kalifornia államban használatos járművek azonosítója.
Mikor Carver megvizsgálja a Yankees stadionjába szóló jegyeket, azt mondja, a hazaiak kispadjára küldik őket, ami az egyes lelátó oldalán van. Amelyikhez végül odamegy, az a vendégcsapat kispadja a harmadik lelátónál. A korábban említett egyes könnyedén megfigyelhető Carver mögött, az alapvonalnál.

## Lakossági megjelenések
A Die Hard – Az élet mindig drága több megjelenést is megért videókazettán és DVD-n egyaránt a mozis futását követően. VHS-en az Egyesült Államokban 1996. május 14-én került lakossági forgalomba először, külön és az egyben kapható trilógia részeként is, díszdobozban. Három évvel később, 1997. május 20-án vált elérhetővé a szélesvásznú kiadás ezen a formátumon, majd 2001. július 10-én, a DVD extra változatával egy időben újabb megjelenésre került sor. DVD-n 1999. március 9-én került a boltokba először a film, a videókazettához hasonlóan, a trilógia epizódjai egyben és külön-külön is hozzáférhetővé váltak. 2001. július 10-én látott napvilágot egy Special Edition, azaz „extra változat.” Ez a verzió filmenként két lemezt foglalt magába és DTS hangsávval is kibővült. 2005. február 1-jén sor került a film szélesvásznú kiadására is. A negyedik rész mozipremierjével közel egy időben, 2007. június 19-én újfent megjelentette a Fox a három korábbi részt egybecsomagolva, egy bónuszlemezzel, ami együtt foglalkozik az összes résszel, de a filmek külön is megvásárolhatóvá váltak. A 2006-ban hódító útjára indult új formátum, a Blu-ray sem maradhatott ki a sorból. Az élet mindig drága ilyen formában 2007. november 20-án kerül forgalomba az USA-ban, ugyancsak önálló, illetve együttes módon, de ezúttal már a negyedik rész is a kiadvány részét képezte.
A filmet Magyarországon az InterCom 1996. február 29-én jelentette meg a kölcsönzőkben, majd ugyanezen év augusztus 22-én bocsátotta kereskedelmi forgalomba, de később a forgalmazó nagy sikerű akciófilmjeit tömörítő „Verhetetlenek” sorozat keretében is feltűnt videón. Az élet mindig drága Magyarországon hosszú ideig nem volt elérhetővé DVD-n, lévén a filmet a régióban forgalmazó Cinergi Pictures 1998-ban megszűnt. A jogdíjak körüli problémák rendezését követően a megjelenésről a DVDExtra.hu először 2008 július közepén adott hírt, majd maga a kiadvány – sztereó magyar hanggal és extrák nélkül – végül 2008. szeptember 18-án került a boltokba. 2013-ban a 20th Century Fox kiadott egy díszdobozt is, ami mind az öt filmet tartalmazta.

## Cenzúrázott változatok
A különböző DVD-kiadások és televíziós sugárzások alkalmával számos helyen kurtították meg a filmet az Egyesült Államokban és Európa-szerte, különösen az Egyesült Királyságban. A cenzúrának áldozatul esett néhány másodperc a McClane és Targo közötti láncos párharcból, párbeszéd-részletek McClane és Carver között, aminek témája a rasszizmus, a véres liftes jelenet jelentős része a közeliben mutatott lövésekkel, illetve a jegybank-őr brutális kivégzése. A televízióban vetített változatokban gyakran „Gyűlölök mindenkit!”, esetenként „Gyűlölöm az embereket!” felirat olvasható McClane-en a harlemi jelenetben „Gyűlölöm a niggereket!” helyett. A Fox a kezdetekkor egyébként arra kérte Jonathan Hensleigh-t, hogy e kényes jelenetet távolítsa el a forgatókönyvből, ám mikor Hensleigh azzal fenyegetőzött, hogy más stúdióhoz megy a szkripttel, mégis rábólintottak.
Magyarországon az RTL Klub a film sugárzásához készíttetett egy alternatív szinkront, mely az eredetivel szemben nagy mértékben mellőzte a korhatár-besorolásra kényes, káromkodások közé sorolható szavakat. Ebben a változatban csak Dörner György és Kálid Artúr maradt meg eredeti szerepe hangjaként. Nem csak nálunk változtattak a szövegen: a brit mozikban vetített változathoz, hogy elérjék a 15-ös korhatárt, a trágár szavakat kevésbé durvára cserélték, ami ez esetben az eredeti angol szöveg rámondással való megmásítását jelentette. Erre példa a „Fuck you, Joe” („Baszd meg, Joe!”) megváltoztatása „Go Away, Joe”-ra („Szűnj meg, Joe!”). A BBC1 azonban 2008-ban leadta teljes egészében, eredeti mivoltában is a filmet, helyreállítva a brit BBFC és az amerikai jogtulajdonos FOX összes változtatását.

## Nemzetközi címek
Az élet mindig drága egy korai munkacíme Simon Says, majd később Die Hard New York volt, a cselekmény színhelyéül szolgáló városra hívva fel a figyelmet. A kész film Die Hard: With a Vengeance címmel került az amerikai mozikba, utalva Simon bosszúkísérletére. Ezt a vonalat követik a spanyol és portugál nyelvű országok, így Argentína (Duro de matar 3 – La venganza), Brazília (Duro de Matar – A Vingança), Portugália (Die Hard: A Vingança) és Spanyolország (Jungla de cristal. La venganza) is. A spanyol címben olvasható Jungla de cristal magyarul annyit tesz, „kristálydzsungel”. Ez az ablakokkal teli Nakatomi Toronyban játszódó első részre utal, noha, ahogy a második rész esetében, már itt sincs jelentősége.
A norvég keresztségben a munkacímet használták fel (Die Hard i New York), Svédországban (Die hard: Hämningslöst) és Finnországban (Die hard – koston enkeli) szintén a bosszú jelenik meg, míg egy negyedik skandináv országban, Dániában, hozzánk hasonlóan, fokozást alkalmaztak (Die Hard: Mega Hard). Mindhárom Die Hard-film orosz címe (йПЕОЙХИ нПЕЬЕЙ 3) magyarul annyit tesz, „Kemény dió”. A franciáknál a sorozat első három része különálló, egymásra nem reagáló címet kapott, a „Die Hard” csak a negyedik epizódnál jelenik meg. Az élet mindig drága az „Egy pokoli nap” (Une journée en enfer) elnevezésen futott a mozikban.

## Díjak és jelölések
A második részhez hasonlóan, Az élet mindig drága kevés elismerésben részesült. Egyedül Michael Kamen, a film zeneszerzője vehette át a BMI Film Music Award díját munkájáért, ahogy a korábbi két epizód kapcsán is. A filmet ezen felül jelölték Szaturnusz-díjra a legjobb akció/kalandfilm kategóriában, illetve MTV Movie Awardra a legjobb akciójelenetért, nevezetesen a féktelen autós hajszáért és a metrószerelvény azt követő robbanásáért és kisiklásáért.